# Lĩnh Ngoại đại đáp

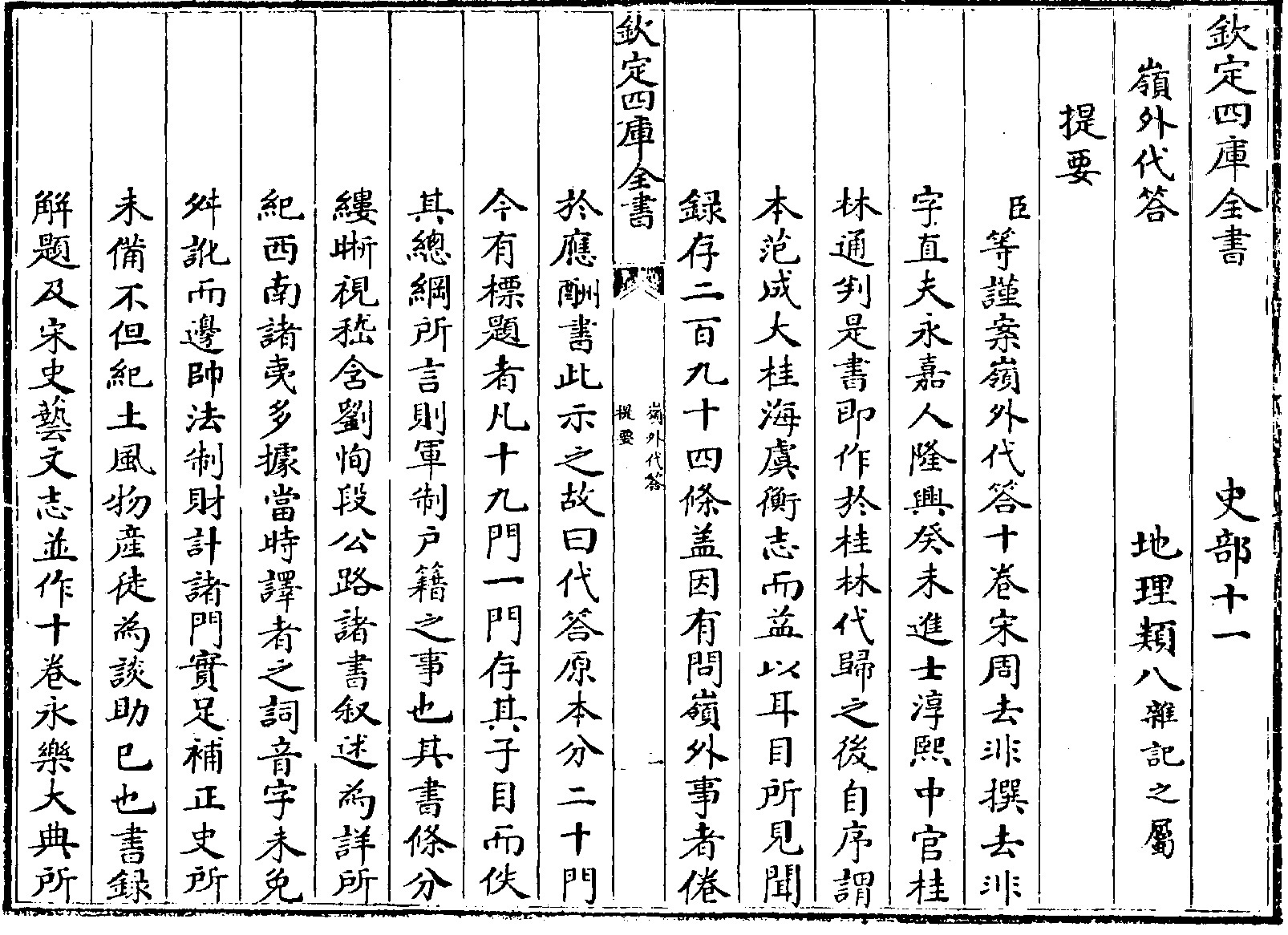
Phần giới thiệu sách Lĩnh Ngoại đại đáp trong bộ Tứ khố toàn thư

Lĩnh Ngoại đại đáp (tiếng Trung: 嶺外代答; bính âm: Lǐngwài Dàidā; Wade–Giles: Lingwai Taita), được dịch theo nhiều cách khác nhau là: "Những câu trả lời về vùng đất bên kia dãy núi Lĩnh Nam", "Thay lời đáp từ bên kia núi Lĩnh Nam" hoặc các tiêu đề tương tự khác, là một chuyên khảo về địa lý thế kỷ 12 do Chu Khứ Phi (tiếng Trung: 周去非; bính âm: Zhōu Qùfēi; Wade–Giles: Chou Ch'ü-fei) biên soạn. Nó chứa thông tin về địa lý, lịch sử, phong tục xã hội và kinh tế của các vùng lãnh thổ miền Nam Trung Quốc, đặc biệt là Quảng Tây. Quan trọng hơn, nó còn cung cấp kiến thức về những vùng đất xa xôi đối với Trung Quốc trong thời nhà Tống như An Nam, Chiêm Thành, Chân Lạp và bao gồm mô tả về các quốc gia hải ngoại xa xôi như Châu Phi và miền Nam Tây Ban Nha.

## Lai lịch
Cuốn sách này được Chu Khứ Phi viết vào năm 1178. Chu viết cuốn sách này chủ yếu dựa trên thông tin ông tự thu thập được và các tác phẩm đã xuất bản trước đó, đặc biệt là cuốn sách Quế Hải Ngu hoành chí. Ông đã làm việc 6 năm ở Quảng Tây; và đã từng làm huyện úy ở Quế Lâm, Quảng Tây. Ở Quế Lâm, Chu từng phục vụ một thời gian dưới quyền của Phạm Thành Đại 范成大, người đã viết một cuốn sách về khu vực phía nam Trung Quốc, Quế Hải ngu hoành chí (桂海虞衡志, "Ghi chép cân nhắc về Quế Hải"). Chu đã nhận được một bản sao cuốn sách của Phạm trong khi ông đang sửa lại cuốn sách của mình để hoàn thiện nó, và ông đã trích dẫn rất nhiều từ tác phẩm của Phạm. Cuốn sách cũng bao gồm các trích dẫn từ Hoàng Hoa từ đạt ký (皇華四達記) của nhà địa lý triều đại nhà Đường là Giả Đam 贾耽. 
Chu cũng từng làm giáo thụ tại Khâm Châu, một cảng ở Quảng Tây, nơi ông có cơ hội đặt câu hỏi cho các thương nhân, thủy thủ cũng như phiên dịch viên cho các thương gia nước ngoài. Ông đã thêm thông tin về những vùng đất xa xôi mà ông đã thu thập được vào hai chương của cuốn sách ông đã viết.
Cuốn sách gốc đã bị mất, và phiên bản hiện tại được biên soạn lại từ các mục trong Vĩnh Lạc đại điển.

## Nội dung
Cuốn sách có 10 chương, chủ yếu tập trung vào lịch sử, địa lý, phong tục và sản phẩm của Quảng Tây, đồng thời cũng bao gồm thông tin về Tây Nam Trung Quốc, Bán đảo Lôi Châu của Quảng Đông cũng như Đảo Hải Nam. Ngày nay nó vẫn là một tài liệu tham khảo quan trọng cho Quảng Tây thời nhà Tống.
Sách gồm 10 quyển với 1 phần lời tựa của tác giả, miêu tả vùng đất Ngũ Lĩnh phía Nam nước Trung Quốc thời Tống, trong đó, phần mô tả về An Nam là dài và đầy đủ nhất, còn các nước khác, tác giả chỉ nói vắn tắt.
- Tự

- Quyển nhất 　địa lý 　biên suý
- Quyển nhị 　ngoại quốc thượng
- Quyển tam 　ngoại quốc hạ
- Quyển tứ 　phong thổ 　pháp chế
- Quyển ngũ 　tài kế
- Quyển lục 　khí dụng 　phục dụng 　thực dụng
- Quyển thất 　hương 　nhạc khí 　bảo hoá 　kim thạch
- Quyển bát 　hoa mộc
- Quyển cửu 　cầm thú
- Quyển thập 　trùng ngư 　cổ tích 　man tục 　chí dị

Đặc biệt đáng chú ý là hai chương mô tả về các quốc gia bên ngoài Trung Quốc cũng như các sản phẩm giao dịch của họ. Một số trong số này nằm trong số những ghi chép sớm nhất về các quốc gia xa xôi như Châu Phi trong các ghi chép của Trung Quốc. Vì thông tin về các quốc gia nước ngoài được thu thập gián tiếp nên các tài khoản đưa ra trong cuốn sách có một số thông tin phóng đại, không chính xác và những câu chuyện kỳ quặc, nhưng nó cung cấp cấu hình khá chính xác về đất liền và biển trải dài từ Hàn Quốc đến Tây Ban Nha. 
Một số mục trong cuốn sách đã được đưa vào hoặc chuyển thể thành cuốn sách Chư Phiên chí 诸蕃志 của Triệu Nhữ Thích 赵汝适, ví dụ như mô tả này về nước Mộc Lan Bì (木蘭皮, Al-Murabitun ) bao gồm một phần của tây bắc châu Phi (Ma-rốc) và miền nam Tây Ban Nha, và nó bao gồm một tài liệu tham khảo đầu tiên của Trung Quốc về Bắc Âu:

Mộc Lan Bì nằm phía tây nước Đại Thực (Ả Rập), vượt qua một đại dương lớn. Từ cảng T'o-pan-ti (Damietta), đi thuyền về phía tây khoảng 100 ngày sẽ đến Mộc Lan Bì. Tàu của họ rất lớn, chở hàng ngàn người, có rượu, lương thực và khung dệt. Tàu Mộc Lan Bì nổi tiếng là lớn nhất, nên "tàu Mộc Lan" cũng đồng nghĩa với "tàu lớn".

Nước này có sản vật kỳ lạ: lúa mì dài 5 cm, dưa to 1,8 m chu vi, gạo và lúa mì trữ hàng chục năm không hỏng. Có loài cừu cao lớn, đuôi to như quạt. Mùa xuân, người ta mổ bụng lấy mỡ rồi khâu lại, cừu vẫn sống; nếu không lấy mỡ, chúng sẽ chết vì sưng phồng.

Tương truyền, đi bộ 200 ngày từ Mộc Lan Bì sẽ đến nơi ngày chỉ dài 6 tiếng. Mùa thu, nếu gió tây nổi lên, người và vật phải uống nước ngay kẻo chết khát.
— Zhou Qufei, translation by  Friedrich Hirth and William W. Rockhill

## Bản dịch
Bản dịch tiếng Đức, Das Ling-wai-tai-ta von Chou Ch'ü-fei: Eine Landeskunde Südchinas aus dem 12. Jahrhundert, của Almut Netolitzky xuất bản năm 1977.  Bản dịch tiếng Anh có chú thích về các chương địa lý của học giả người Ý Victoria Almonte đã được xuất bản vào năm 2020, với tựa đề Giá trị lịch sử của tác phẩm Lingwai Daida của Zhou Qufei (Rome, Ý: Aracne, 2020).